# 大新金融集團
大新金融集團有限公司（港交所：0440）是一家在香港交易所上市的金融公司。主要業務是銀行、投資控股、投資買賣、人壽保險及保險服務。
公司在香港註冊，董事會主席為王守業，董事總經理兼CEO為王祖興。2019年年末錄得總資產值為2503億港元，年度溢利為23億元。

## 歷史
1947年大新銀行正式成立。
1987年大新銀行收購香港工商銀行，並以大新金融集團有限公司（大新金融）名義於香港聯合交易所上市。
1993年大新金融收購永安銀行，其資產及業務均移往大新金融旗下之大新銀行有限公司。
1997年大新金融與艾比國民銀行和亨寶銀行訂立合營協議，將永安銀行改為以香港為基地之合營私人銀行，名為安新私人銀行有限公司（DAHP）。
2000年大新金融收購艾比國民有限公司之代名人及SG Hambros（前稱Hambros Bank Limited）於駐港安新私人銀之權益，遂成為大新金融集團全資附屬公司。其香港私人銀行業務、貸款及存款轉讓予大新銀行有限公司。同年，三井信託銀行（三井住友信託銀行前身）以每股31.2港元收購大新金融集團12.3%股權，總作價9.38億港元。
2004年大新金融集團進行業務重組，成立大新銀行集團有限公司，該集團亦於香港聯合交易所上市。
2008年，三菱日聯金融集團以4.71億港元認購大新金融集團新股，增持至15.51%。
2014年3月26日大新銀行供股集資。大新銀行建議折讓33.99%，每100股供12股，供股價8元，籌最多12.05億元，以增資滿足資本要求。為支付大新銀行供股的資金需求，其母公司大新金融（440）也折讓34%，每100供13籌最多9.03億元。
2017年大新金融出售旗下包括香港兩全資附屬、大新人壽和大新保險服務有限公司，及非全資附屬澳門人壽保險股份有限公司，香港及澳門業務售價分別為77.83億元及2.17億元，即總額80億元。連同26億元15年期的獨家銀保分銷協議，總代價106億元現金給深圳上市的內房股泰禾集團。
2022年7月，日本農林中央金庫購入三菱日聯金融集團持有的大新金融集團9.9%股權。三菱日聯金融集團將出售餘下的0.11%股權，交易完成後不再持有大新金融集團股權。